# Derbent
Derbent (russisk: Дербе́нт, tr. Derbent; azeri: Dərbənd; lesgisk: Дербент, tr. Derbent; avarisk: Дербенд, tr. Derbend; persisk: دربند, tr. Darband, dansk: ~ Lukkede porte) er en by i den sydrussiske republik Dagestan med 127.084 (2024) indbyggere ved det Kaspiske hav i den sydlige del af Dagestan tæt på grænsen til Azerbajdjan og ca. 120 km sydøst for Dagestans hovedstad Makhatsjkala. Derbent er Ruslands sydligste by og den andenstørste by i Dagestan. Navnet "Derben" er af persisk afstamning og betyder "lukket porte", byen har haft mange andre navne i løbet af dens lange historie, men alle kredser de om det samme tema ("Portenes port" på arabisk, "Jernporten" på tyrkisk).
Derbent har en historisk vigtigt strategisk placering i et smalt, omkring tre kilometer bredt, pas mellem Det Kaspiske Hav og Kaukasus, gør at byen er ideelt placeret til at kunne kontrollere landforbindelsen mellem det sydøstlige Europa og Mellemøsten. Denne strategiske placering som porten til Kaukasus har været kendt siden oldtiden, hvilket er bevidnet af mindst 5.000 år gamle arkæologiske bygningsfund i området og hvilket gør Derbent til den ældste by i Rusland.
Derbent identificeres ofte med Alexander den Stores legendariske mur, som han ifølge Koranen lod opføre for at holde folkeslagene Gog og Magog ude.
I 2003 blev Derbent optaget på UNESCOs verdensarvsliste under titlen "Citadel, Ancient City and Fortress Buildings of Derbent" ("Derbents citadel, gamle bydel og fæstningsbygninger").

## Historie
Området omkring Derbent har flere bronzealderbopladser, mens byen Derbent, har rødder tilbage til det første årtusinde f.v.t. Fra omkring det 6. århundrede f.v.t. kom byen under persisk kontrol. Indtil det 4. århundrede e.v.t. var Derbent del et Albansk rige i Kaukasus. Byens nuværende persiske navn "Darband" stammer fra slutningen af det 5. århundrede eller starten af det 6. århundrede, hvor byen blev grundlagt på ny af Kavadh I, fra det persiske Sassanidedynasti.
Bymurene og citadellet stammer fra tiden under Kavadhs søn, Khosrau I, hvor Derbent blev en vigtig militær forpost og havn for Sassanideriget. I løbet af det 5. og 6. århundrede var Derbent desuden et vigtigt udgangspunkt for udbredelse af den kristne tro ud over Kaukasus.
I 627 i løbet af den tredje persiske-tyrkiske krig blev Derbent overrendt og plyndret af tyrkiske horder under Tong Yabghu af det Vestlige tyrkiske khanate. Yabghus efterfølger Buri-sad var imidlertid ikke i stand til at konsolidere hans erobring og Derbent blev for en kort tid generobret af perserne. I 654 blev Derbent indtaget af arabere, der gjorde byen til et vigtig administrativ center og introducerede islam til området.
Kaliffen Harun al-Rashid var ofte i Derbent og gjorde byen til et centrum for handel og kunst. Ifølge arabiske historikere voksede byen i denne periode, og i det 9. århundrede var den Kaukasus største med 50.000 indbyggere.
Da den arabiske kalifstat kollapsede i det 10. århundrede blev Derbent hovedstad for et selvstændigt emirat. Derbent kæmpede da ofte, og tabte ofte, krige med det kristne naborige Sarir, men forblev på trods at dette et selvstændigt rige indtil mongolerne 1239 invaderede byen.
I det 14. århundrede blev Derbent besat af Timur Lenk og i 1437 kom det under aserbajdsjansk kontrol. I det 16. århundrede blev Derbent igen et stridspunkt mellem persiske og tyrkiske hære. I det tidlige 17. århundrede lykkedes det den persiske shah Abbas at påføre tyrkerne et afgørende nederlag og fik tilbageerobret Derbent.
I 1722 fik russerne første gang kontrol over Derbent, da Peter den Store erobrede byen i forbindelse med den Russiske-persiske krig (1722-1723), men i 1736 faldt byen igen ind under persisk kontrol. I 1747 blev Derbent en del af et selvstændigt Khanat kaldet Derbent. I 1796 benyttede Katharina den Store sig af persisk uro omkring arvefølgen til at igangsætte en ekspedition ned over Kaukasus, i hvilke styrker under ledelse af Valerian Zubov stormede Derbent. I 1813 stipulerede Gulistan traktaten mellem Rusland og Persien endeligt at Derbent (sammen med resten af Dagestan, Aserbajdsjan og det østlige Georgien) skulle være en del af Rusland.

## Geografi
Derbent ligger ved den vestlige kyst af det Kaspiske hav, syd for floden Ruba. Byen kan nås med skib til havnen ved det Kaspiske hav, en jernbanelinje syd mod Baku og Baku – Rostov ved Don vejen der går gennem byen.

### Klima
Derbent har et mildt klima. Koldeste måned januar + 1 grad Celsius, varmeste måned juli + 24 grader Celsius. Gennemsnit for hele året + 12,1 grad Celsius (Danmark 7-8 grader Celsius). Nedbør ca. 800 mm pr. år.

## Kultur og seværdigheder
Det gamle citadel (russisk: Нарын-кала, tr. Naryn-kala) i Derbents bykernen fremstår i en velbevaret tilstand. Citadellet dækker et 45.000 m² stort område omringet af mure.
Historiske og arkæologiske interessante seværdigheder inkluderer bl.a. gamle bade, cisterner, kirkegårde, Khans mausoleum fra 1700-tallet, samt adskillige moskeer. Den ældste moske, Juma moskeen, er bygget op omkring en kristen basilika fra det 6. århundrede. Derudover er der Kyrhlyar moskeen fra 1600-tallet , Bala moskeen, Chertebe moskeen fra 1700-tallet.
Nord for Derbent er et monument for fyrre helte (kaldet Kirk-lar) som faldt mens de forsvarede Dagestan mod en arabisk invasion i 728. Syd for byen ligger resterne (50 meter) af Alexanders mur der beskyttede passet. Muren havde en højde på 9 meter og en tykkelse på 3&mnsp;meter, en jernport og talrige vagttårne. Omkring to kilometer fra byen findes en koloni af mågefugle.

## Venskabsbyer
- Yakima, USA.
- Hadera, Israel
- Gandja, Aserbajdsjan

## Kendte personer fra Derbent
- Sarah Lvovna Semendujeva; russiske sangerinde kendt under kunstnernavnet Yasmin.
- Sulejman Abusaidovich Kerimov; russisk forretningsmand og medlem af Statsdumaen.

## Galleri
- Udsigt over byen fra Naryn-Kala, 1910s
- Sommerbillede af de "Kaspiske porte".
- Vinterbillede af Sassanidefortet i Derbent.
- En port i Derbents gamle bydel.
- En port i citadellet.
- Udsigt ud over det Kaspiske hav.